# Anne-Marie Marchand
Pour les articles homonymes, voir Marchand.
Anne-Marie Marchand (née le 27 mai 1927 à Paris et morte le 1er août 2005  dans la même ville) est une costumière française de cinéma.

## Biographie
Anne-Marie Marchand est inhumée au cimetière du Père-Lachaise (40e division).

## Filmographie partielle

### Au cinéma
- 1957 : Les Aventures d'Arsène Lupin de Jacques Becker
- 1957 : Casino de Paris d'André Hunebelle
- 1958 : Ni vu, ni connu d'Yves Robert
- 1960 : Les Arrivistes de Louis Daquin
- 1960 : Le Dialogue des carmélites de Philippe Agostini et Raymond Leopold Bruckberger
- 1970 : L'Homme orchestre de Serge Korber
- 1971 : Le Petit Matin de Jean-Gabriel Albicocco
- 1973 : L'Histoire très bonne et très joyeuse de Colinot trousse-chemise  de Nina Companeez
- 1976 : F… comme Fairbanks de Maurice Dugowson
- 1982 : Le Retour de Martin Guerre de Daniel Vigne
- 1988 : La Légende du saint buveur d'Ermanno Olmi

### À la télévision
- 1957 : En votre âme et conscience, épisode : L'affaire Gouffé de  Claude Barma
- 1957 : En votre âme et conscience : L'Affaire Lacenaire de Jean Prat
- 1957 : En votre âme et conscience, épisode : Le testament du duc de Bourbon de  Marcel Cravenne
- 1957 : En votre âme et conscience, épisode : L'affaire Pranzini de  Bernard Hecht
- 1958 : En votre âme et conscience :  Les Traditions du moment ou l'Affaire Fualdès de Claude Barma
- 1959 : En votre âme et conscience :  L'Affaire Troppmann ou "les Ruines de Herrenfluh" de Claude Barma
- 1959 : En votre âme et conscience, épisode : L'Affaire Meyer de Jean Prat
- 1961 : Hauteclaire ou le Bonheur dans le crime de Jean Prat (téléfilm)
- 1963 : Le Perroquet du fils Hoquet de Pierre Prévert (téléfilm)
- 1968 : La Double inconstance de Marcel Bluwal (TV)
- 1977 : L'Enlèvement du régent - Le chevalier d'Harmental de Gérard Vergez
- 1989 : La Grande Cabriole de Nina Companeez (série télévisée en quatre épisodes)

## Récompenses et distinctions

### Nominations
- 1983 : Oscar de la meilleure création de costumes : Le Retour de Martin Guerre de Daniel Vigne